# عقلية بدل ذهنية
عقلية بدل ذهنية أو ذهنية الدرج "l'esprit d'escalier"، هو مصطلح فرنسي يستعمل في حالة التفكير بالرّد أو التعليق المناسب بعد فوات الأوان.

## المصدر
يأتي اسم هذه الظاهرة من وصف الموسوعي والفيلسوف دنيس ديدرو لمثل هذه الحالة في مقالته "Paradox of the Actor". أثناء العشاء في منزل رجل الدولة جاك نيك، وُجّه تعليق لديدرو مما تركه عاجزًا عن الكلام لأنه كما شرح، "l’homme sensible, comme moi, tout entier à ce qu’on lui objecte, perd la tête et ne se retrouve qu’au bas de l’escalier" (الرجل الحساس مثلي، المنهمك بسبب الجدال الموجه ضده، يصبح مرتبكًا ولا يستطيع التفكير بوضوح الا بعد أن يجد نفسه في أسفل الدرج).
في هذه الحالة، يشير «أسفل الدرج» إلى عمارة كمثل hôtel particulier أو قصر وهو الذي دُعي ديدرو إليه. ففي مثل هذه المنازل، كانت غرف الإستقبال في طابق النبلاء، وهو طابقًا فوق الطابق الأرضي، وكونه وصل إلى أسفل الدرج يعني مغادرته الاجتماع نهائيًا.